# Téléphassa
Pour les articles homonymes, voir Argiope.

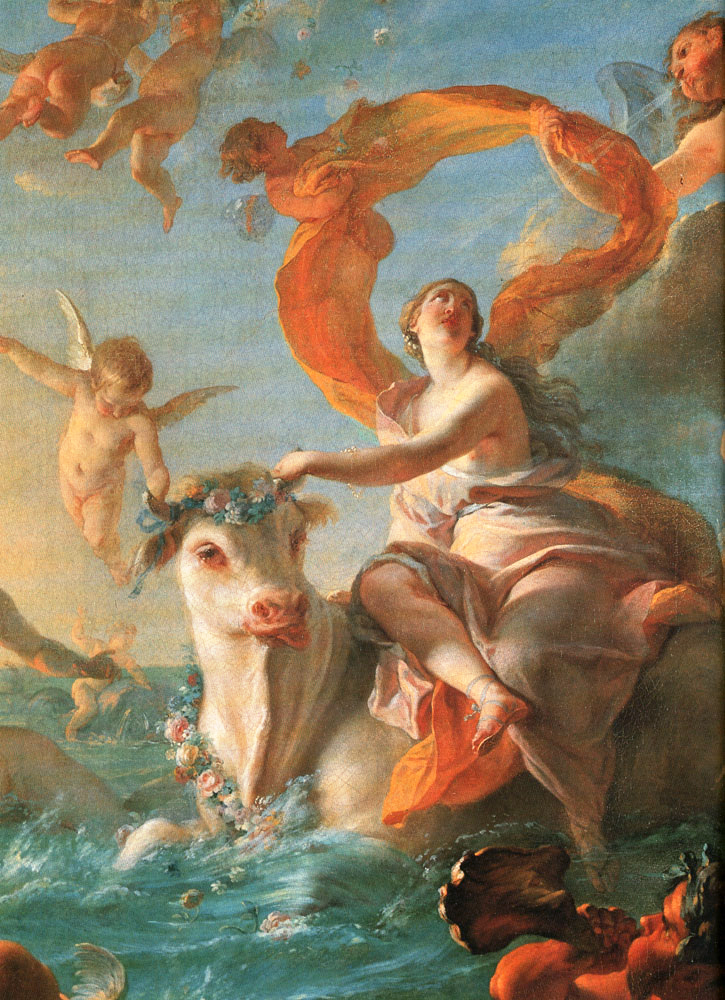
"L'Enlèvement d'Europe" peinture de Noël-Nicolas Coypel (détail) entre 1726 et 1727.

Dans la mythologie grecque, Téléphassa (en grec ancien : Τηλέφασσα / Tēléphassa) ou Argiope, épouse d'Agénor, est la mère de Cadmos, Phénix, Cilix, Thasos et Phinée, ainsi que d'Europe qu'elle part rechercher avec ses enfants.